# Josef Steinbach
Josef Steinbach (Horšov, Csehország, Osztrák–Magyar Monarchia, 1879. március 21. – Bécs, Ausztria, 1937. január 15.) osztrák kötélhúzó és súlyemelő, aki az 1906-os nem hivatalos nyári olimpián aranyérmet és ezüstérmet nyert súlyemelésben.

## Sportpályafutása
Az 1906. évi nyári olimpiai játékokon indult kötélhúzásban. Egyenes kieséses rendszerben zajlott a verseny. Az első körben vereséget szenvedtek a görögöktől, majd a bronzmérkőzésen szintén kikaptak a svédektől.
Súlyemelésben mindkét számban indult: egykaros súlyemelésben aranyérmes, kétkaros súlyemelésben ezüstérmes lett.